# A General History of the Pyrates
A General History of the Robberies and Murders of the most notorious Pyrates („Všeobecné dějiny loupení a vražd nejproslulejších pirátů“) je kniha vydaná roku 1724 v Británii obsahující biografie pirátů ze začátku 18. století, která silně ovlivnila všeobecně rozšířené představy o pirátech a pirátství. Jejím autorem je kapitán Charles Johnson, jméno všeobecně považované za pseudonym. Kniha je primárním zdrojem informací o životech mnoha známých pirátů a někteří svéráznější z nich díky ní získali takřka mytické postavení – je ale pravděpodobné, že při zapisování pirátských rozhovorů autor popouštěl uzdu své fantazii. Kniha také obsahuje název známé pirátské vlajky Jolly Roger spolu s vyobrazením lebky se zkříženými hnáty.
První vydání knihy se objevilo 14. května 1724 v obchodě londýnského nakladatele Charlese Rivingtona a sklidilo velký úspěch. V následujících letech procházela kniha postupnými opravami a rozšiřováním a roku 1726 se dočkala čtvrtého vydání. O dva roky později pak vyšel druhý svazek, který obsahoval biografie starších pirátů z konce 17. století a také několik smyšlených životopisů. Anglický námořní historik David Cordingly o Johnsonově knize píše, že „není důvodu pochybovat o tom, že kapitán Charles Johnson vytvořil moderní pojetí pirátů.“ Skotští spisovatelé Robert Louis Stevenson (autor Ostrova pokladů) a J. M. Barrie (autor knihy Petr Pan, ve které se objevuje postava kapitána Hooka) oba prohlásili, že je Johnsonova kniha silně ovlivnila a Stevenson si ze seznamu členů posádky piráta Černovouse objevujícího se v General History dokonce vypůjčil jméno pro jednu ze svých postav (Israel Hands).

## Spory o autorství

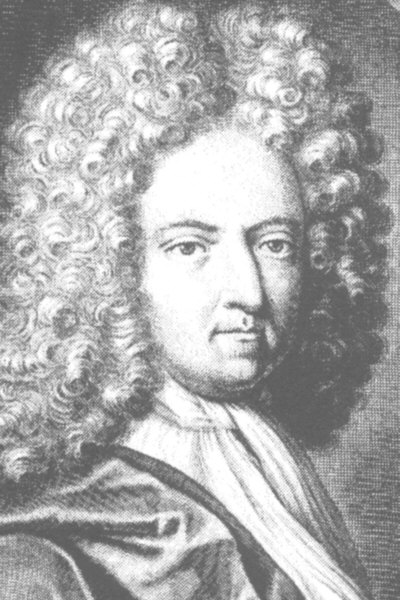
Daniel Defoe, 1706

I přes četné pokusy historiků objasnit autorovu identitu, zůstává i nadále neznámá. O osobě jménem Charles Johnson sloužící jako kapitán (nebo na jakékoli jiném pozici) v době, která by korespondovala s napsáním knihy, nebyly nalezeny žádné záznamy. Autor Johnsonovy bibliografie a knihy o dějinách pirátství Philip Goose připouští, že o kapitánu Charlesi Johnsonovi není známo takřka nic, ale že „můžeme s velkou jistotou předpokládat, že autor knihy byl v době jejího napsání nebo předtím pirátem“ a někteří další autoři se domnívají, že „kapitán“ ani nemusela být jeho opravdová pozice a mohl být z řad naprosto obyčejných pirátů.:s.129 Goose ve svých knihách také zmiňuje, že jeden kapitán jménem Charles Johnson skutečně existoval a byl zaměstnán u jamajského guvernéra sira Thomase Lynche, ale že v době vydání General History by mu bylo již 68 let a je tedy nepravděpodobné, že by to byla tatáž osoba. Dalším možným kandidátem byl i autor divadelních her Charles Johnson, který žil mezi lety 1697–1748 a napsal hru The Successful Pirate („Úspěšný pirát“) o Henry Averym a dalších pirátech, ale například námořní historik David Cordingly tuto teorii odmítá s tím, že „je obtížné si představit dramatika Johnsona, kterému se lidé vysmívali za jeho tloušťku a nekonečné vysedávání v kavárně Button's Coffee House, jak přesvědčivě a s takovou znalostí reálií píše o těžkostech života na moři.“
V roce 1939 prohlásil americký literární vědec a spisovatel John Robert Moore ve své knize Defoe in the Pillory („Defoe na pranýři“) za autora General History spisovatele Daniela Defoea. Tento vážený odborník, který se Defoem a jeho knihami zabýval více než 30 let, v této a další knize do podrobna popsal, proč je Defoe autorem General History a také mnoha dalších textů: To, že byla General History „z velké části“ Defoeovým dílem, určil převážně podle stylu textu a příbuznosti s dalšími texty s podobným obsahem, které byly také připisovány Defoeovi (například podle údajných pamětí námořníka Roberta Druryho nazvaných Robert Drury’s Journal [„Deník Roberta Druryho“], které vyšly v roce 1729). Také Defoeův zájem o „mořeplavbu“ a zločince podle něj potvrzují, jak skvěle kniha zapadá do autorova repertoáru. Moore také tvrdil, že nejen že se ostatní díla přisuzovaná Defoeovi dají použít k potvrzení jeho autorství pirátské biografie, ale že samotná General History je zase naopak důkazem jeho autorství těchto ostatních děl. Další věcí, která měla podle Moorea potvrdit jeho vývody byl fakt, že mnoho autorů a historiků používalo General History jako zdroj informací pro své vlastní texty.:s.126–141 Akademická veřejnost Mooreův výzkum zprvu takřka jednohlasně přijala a General History se začala v pozdějších vydáních objevovat pod Defoeovým jménem.:s.126–141
Díky sporům mezi nespočtem různých Defoeových životopisců docházelo k neustálému zpochybňování celého autorova díla. Mezi lety 1790 až 1970 na základě jejich výzkumů vzrostl počet samostatných textů přisuzovaných Defoeovi ze 101 na 570. Důvodem k přidání většiny z nich byla právě vnitřní „stylistická“ shoda. Jen samotná Mooreova publikace Checklist of the Writings of Daniel Defoe („Seznam Defoeových prací“) přiřadila do autorova kánonu na 200 textů. Mnoho vědců ale zpochybňovalo nejen Mooreovo zařazení knihy General History mezi Defoeova díla, ale i celý trend přidávání dalších a dalších děl, který se mezi Defoeovými životopisci rozšířil. Jeden kritik dokonce navrhl, že by se všechna anonymní díla z 18. století měla rovnou plošně prohlásit za Defoeova. Proti Defoeovu údajnému autorství General History se ohrazují také literární vědci a kritici Philip Furbank a W. R. Owens a ve své knize vyvracejí údajné podobnosti s dalšími texty (také často přiřazovanými Defoeovi jako například pamflet o Henrym Averym z roku 1719 s názvem The King of the Pirates [„Pirátský král“]). Největší otřes ale způsobilo jejich zpochybnění Mooreovy výzkumné metody, která podle nich zahrnovala stavění jednoho argumentu na druhý bez toho, aby mezi nimi byla jakákoli logická souvislost nebo aby byl první argument dostatečně podložený.:s.xiii Také mnoho myšlenek a frází, které Moore pokládá za paralely s dalšími Defoeovými texty a tudíž za důkazy, byly podle nich v 18. století naprosto běžné a Moore podle nich zakládá své domněnky pouze na rozboru zkoumaného textu a několika nepřímých paralelách.:s.2–4, 102–108 Po Furbankově a Owensově odpovědi na Mooreovu práci se znovu rozvířila diskuse o autorství nejen General History, ale mnoha jiných děl přiřazovaných Defoeovi a k celému problému se teď přistupuje mnohem opatrněji a skeptičtěji.
Mnoho dalších vědců navrhuje, že autorem knihy mohl být buď Daniel Defoe,:s.xxii kolektiv autorů z nichž jedním byl Daniel Defoe, spisovatel Ronald Quattroche, vydavatel Charles Rivington nebo vydavatel Nathaniel Mist (nebo někdo, kdo pro něj pracoval).

Colin Woodard ve své knize The Republic of Pirates píše:
V nedávné době identifikoval Arne Bialuschewski z univerzity v Kielu v Německu mnohem pravděpodobnějšího kandidáta: Nathaniela Mista, bývalého námořníka, novináře a vydavatele týdeníku Weekly Journal. Mist žil jen pár metrů od kanceláře prvního vydavatele knihy Charlese Rivingtona, který pro Mista vytiskl mnoho knih. A především byla kniha General History zaregistrovaná v oddělení veřejných služeb Her Majesty's Stationery Office na Mistovo jméno. Ze všech londýnských nakladatelů a zároveň autorů byl Mist jako bývalý námořník ze Západní Indie jedinečně vybaven pro napsání takové knihy – dobře znal život na moři i prostředí, ve kterém piráti pracovali. Mist byl také usvědčený Jakobita, který pracoval jako spojka mezi Londýnem a Stuartovci v Římě a musel později odejít do exilu do Francie, což by vysvětlovalo vstřícnější postoj, který autor General History k námořním psancům ve své knize zaujímá. Mezi roky 1722 až 1723 měl Mist také silnou motivaci pokusit se napsat bestseller: Weekly Journal prodělával kvůli sílící konkurenci každým rokem víc.

## Obsah
General History poprvé představila mnoho prvků, které se později staly v literatuře o pirátech běžnými, například piráty s chybějícími končetinami nebo očima, zakopávání pokladu nebo název pirátské vlajky Jolly Roger. Autor v knize výslovně uvádí dva piráty, kteří svou vlajku takto pojmenovávají a v jakém roce: velšský pirát Bartolomew Roberts v roce 1721 a anglický pirát Francis Spriggs v prosinci 1723. Někteří z pirátů, jejichž biografii General History obsahuje, jsou známí i ve 21. století, například Černovous, Henry Avery nebo Calico Jack.
Kniha vyšla ve dvou svazcích. První se většinou zabývá piráty z počátku 18. století, zatímco druhý svazek zaznamenává příhody jejich předchůdců o několik desetiletí dříve. V prvním svazku se autor víceméně drží dostupných zdrojů, ačkoli má stále tendenci si příběhy trochu přikrášlovat. Ve druhém svazku se od pravdy odklání více a zahrnuje biografie tří pirátů, kteří jsou pravděpodobně zcela smyšlení. Jednou z těchto smyšlených biografií je utopický příběh Jamese Missona, v němž se objevuje legendární pirátská kolonie Libertalie.
První svazek obsahuje biografie těchto pirátů a bukanýrů:
- Anne Bonny
- Bartholomew („Černý Bart“) Roberts
- Černovous
- Calico Jack Rackham
- Charles Vane
- Edward England
- Edward Lowe
- Francis Spriggs
- George Lowther
- Henry Every
- Howell Davis
- Israel Hands
- James Martel
- John Evans
- John Gow
- Jolly Roger
- Mary Read
- Richard Worley
- Roche Braziliano
- Stede Bonnet
- Thomas Anstis

Druhý svazek obsahuje biografie těchto pirátů:
- Christopher Condent
- John Bowen
- John Halsey
- Nathaniel North
- Samuel Bellamy
- Samuel Burgess
- Thomas Howard
- Thomas Tew
- William Fly
- William Kidd

a také biografie pravděpodobně smyšlených kapitánů Jamese Missona, Williama Lewise a Johna Corneliuse.

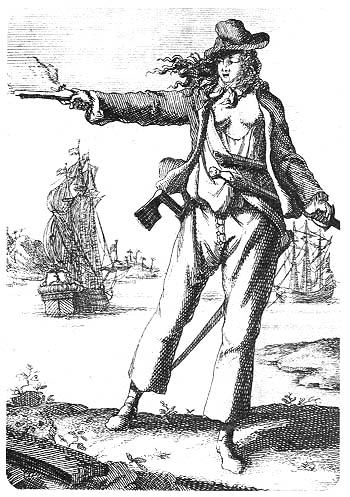
Anne Bonny z nizozemské verze
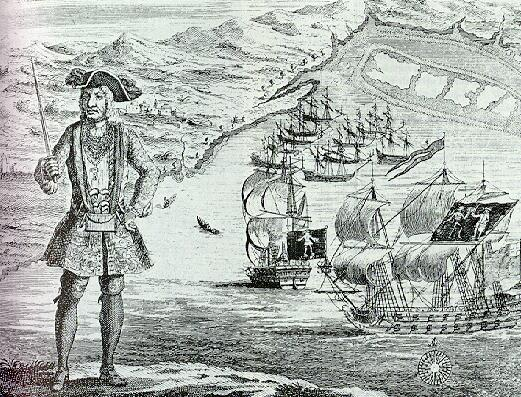
Bartholomew Roberts, vydání z roku 1724
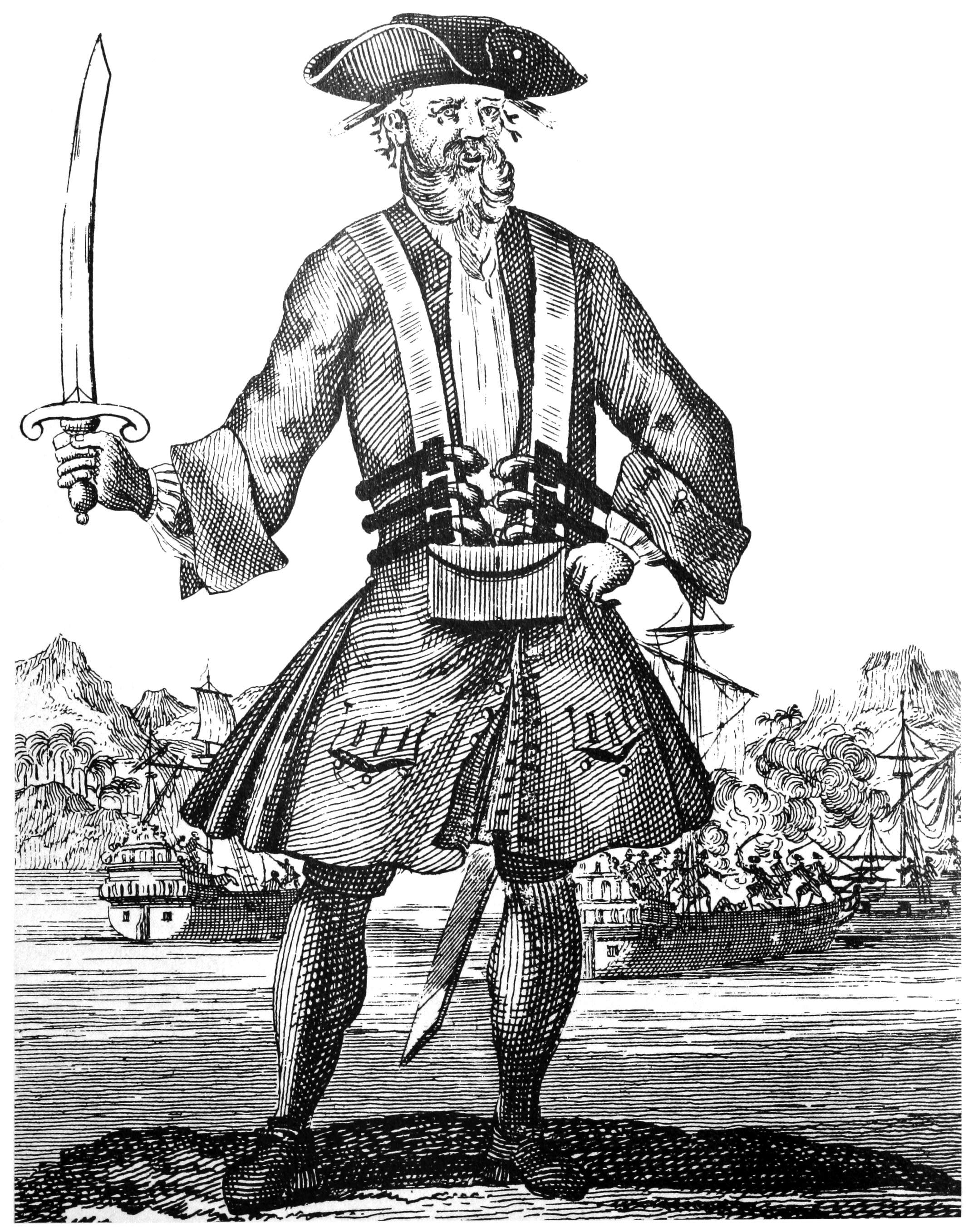
Edward Teach neboli Černovous, rytina od Benjamina Colea ve vydání z roku 1724
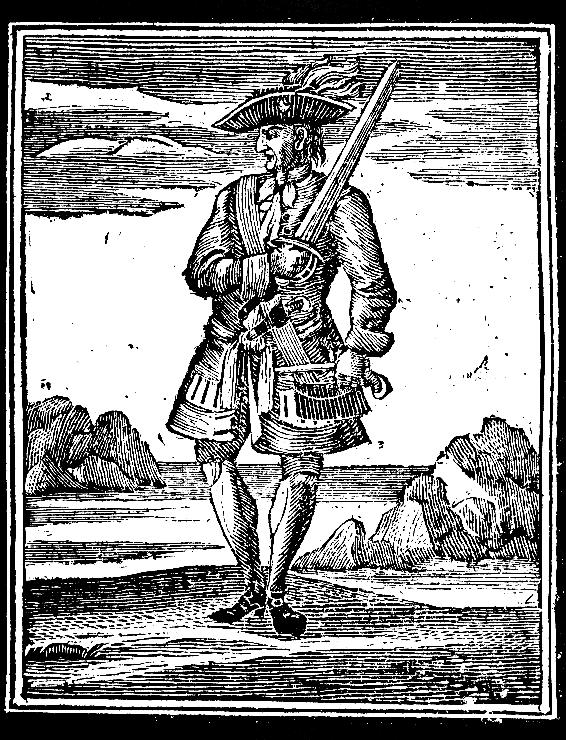
Calico Jack Rackham, vydání z roku 1725
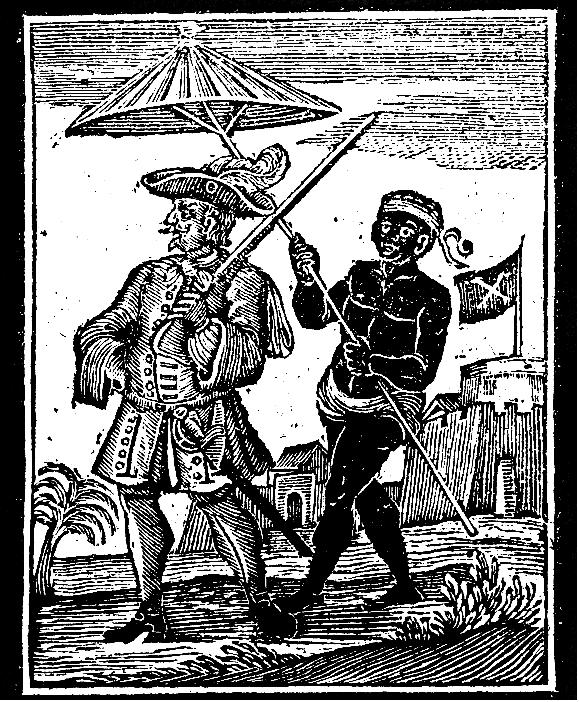
Henry Avery, vydání z roku 1725
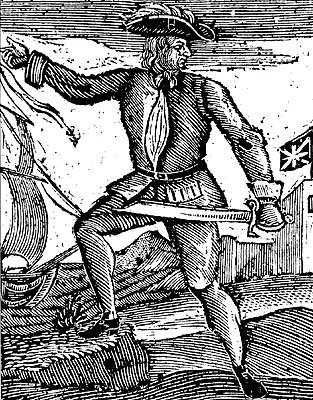
Howell Davis, vydání z roku 1728
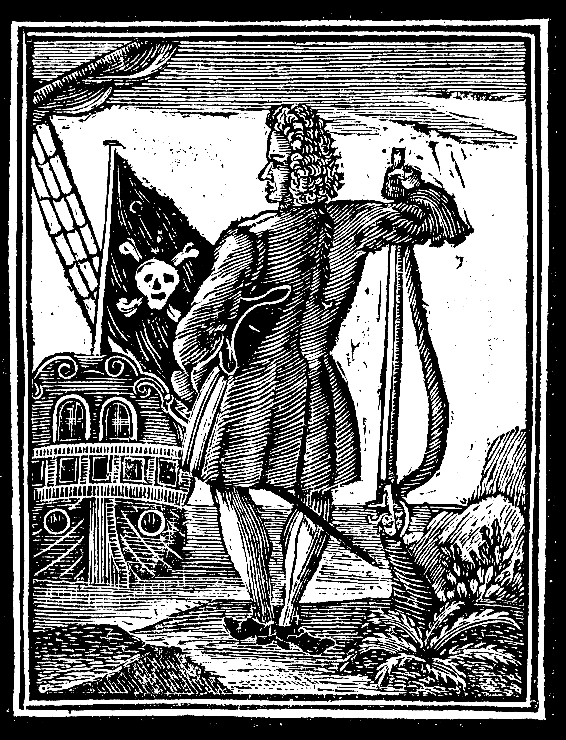
Stede Bonnet, vydání z roku 1725